# Puyravault, Charente-Maritime
Puyravault är en kommun i departementet Charente-Maritime i regionen Nouvelle-Aquitaine i västra Frankrike. Kommunen ligger  i kantonen Surgères som ligger i arrondissementet Rochefort. År 2022 hade Puyravault 723 invånare.

## Befolkningsutveckling
Antalet invånare i kommunen Puyravault
Referens:INSEE